# Johann August Ernesti
Johann August Ernesti, född 4 augusti 1707 i Tennstedt, Thüringen, död 11 september 1781 i Leipzig, var en tysk språkforskare och teolog.
Ernesti var 1734-59 rektor vid Thomasschule i Leipzig och blev därjämte 1742 extra ordinarie professor i fornklassisk litteratur, 1756 professor i vältalighet och 1759 teologie professor, allt i Leipzig. Ernesti utgav berömda upplagor av grekiska och latinska klassiker, däribland Ciceros arbeten (1737-39; tredje upplagan 1776-77), till vilkas förklaring han utgav en "nyckel", Clavis Ciceroniana (1739; sjätte upplagan 1831). 
Hans övriga filologiska arbeten, tal och uppsatser, bland annat Initia doctrinæ solidioris (1736; åttonde upplagan 1802), Opuscula oratoria, orationes, prolusiones et elogia (1762; andra upplagan 1767) och Opusculorum oratoriorum novum volumen (1791), anses som mästerstycken med avseende såväl på innehållet som i synnerhet på formen och gav honom tillnamnet "den tyske Cicero".
Som teolog är Ernesti beaktansvärd därför, att han införde en filologisk metod i fråga om Bibelns tolkning. Bland hans teologiska skrifter kan nämnas: Anti-Muratorius (1755), Institutio interpretis Novi testamenti (1761; femte upplagan 1809) och Opuscula theologica (andra upplagan 1792). Stor förtjänst inlade han jämväl som utgivare av "Neue theologische Bibliothek" (1760-69) och "Neueste theologische Bibliothek" (1773-79).